# Francesco Colelli
Francesco Colelli (Nicastro, 27 gennaio 1734 – Zagarise, 17 gennaio 1820) è stato un pittore italiano.

## Biografia
Figlio di Domenico Colelli e Teodora De Napoli, Francesco nasce a Nicastro (oggi Lamezia Terme) nel 1734 in un contesto familiare votato all’arte, giacché il padre svolgeva la medesima professione e il nonno è definito nei documenti con il titolo di Magister. Assieme alla famiglia, fra i quali il fratello Felice Antonio pure pittore, visse in contrada San Francesco, in prossimità del palazzo della famiglia Blasco. Nella stessa area, nei primi anni Sessanta, edificheranno un elegante edificio i d’Ippolito ai quali, unitamente alla già citata famiglia di origine tavernese, il nostro sarà legato da vincoli sacramentali
È ignota al momento la sua formazione: certamente influirono i contatti con l’ambiente artistico locale, ancora in gran parte da definire, e di certo raggiunse Taverna per studiare le opere di Mattia Preti.Tuttavia, dovette essere determinante anche un soggiorno napoletano non ancora documentato e forse dovette avere un contatto anche con la città Eterna; nel primo centro avrebbe potuto frequentare oltre l’ambiente della novella Reale accademia del disegno, istituita da Carlo di Borbone, anche Sebastiano Conca il quale da Roma si sposta a Napoli nel 1752 per assolvere ad importanti incarichi decorativi; ciò si desume dalla sua produzione che esibisce invariati alcuni modelli tratti dal pittore di Gaeta.
Il suo catalogo è stato in parte ricostruito identificando per via attributiva una serie di dipinti e di cicli pittorici nei quali si contraddistinse in modo particolare. Rarissime le opere firmate e altrettanto esigue quelle documentate; fra le prime annoveriamo la perduta Ultima Cena della cappella del Santissimo Sacramento nella Cattedrale di Nicastro del 1762, inventariata da Alfonso Frangipane, rimossa negli anni sessanta del secolo scorso e poi perduta, di cui purtroppo non rimangono neanche documentazioni fotografiche. Una vaga eco di questo dipinto si ritrova in alcune decorazioni murali dell’ambito di Colelli e in dipinti ottocenteschi, mentre una presumibile elaborazione settecentesca forse di bottega (ancora da restaurare) è identificabile con la ridipinta Ultima Cena del Museo Diocesano di Cosenza qui giunta da una cappella annessa della Cattedrale cosentina. Alla tela nicastrese perduta si è aggiunta recentemente la Madonna del Rosario di Amato, opera firmata in basso a destra e a tutt’oggi unico dipinto autografo noto del pittore. Altrettanto esigue le imprese decorative documentate; da quelle perdute del coro dell’attuale chiesa di Santa Caterina (già dell’Arciconfraternita dell’Immacolata) a Nicastro, poi in seguito realizzate sulla volta della stessa chiesa, a quelle della “lamia” della perduta chiesa di San Giovanni della Coltura del 1763, per giungere ai dipinti e alle decorazioni murali, fortunatamente ancora esistenti, realizzati per la chiesa dell’Assunta di Marcellinara intorno al 1801, periodo in cui il pittore stanziava a Catanzaro.
I primi lavori identificati e datati si trovano proprio nella chiesa di San Francesco d’Assisi a partire dalla Trinità Dolente del 1759, periodo attorno al quale si possono datare anche altre opere appartenenti a quella chiesa, fra cui la Sacra Famiglia, ed altre tele ora nel Museo Diocesano di Lamezia Terme, come i pennacchi con gli evangelisti Marco e Matteo e il San Michele Arcangelo. Al 1758 sono attestate alcune decorazioni murali, purtroppo perdute, per la chiesa dell’Arciconfraternita dell’Immacolata, alla quale tanto Domenico Colelli che i figli maschi appartennero. Numerose le opere che si susseguirono nel corso del Settecento: dagli affreschi e dalle pale d’altare della chiesa di San Domenico a Nicastro, nella quale predomina l’attività del nostro, sino alla realizzazione di dipinti per alcuni centri dell’entroterra montano, come la Madonna del Carmine fra santi per la chiesa eponima di Carlopoli, del 1779, o quella del Suffragio della matrice di Castagna dei primi anni Ottanta, sino al grande ciclo decorativo della chiesa dedicata a San Giovanni Battista di Nocera Terinese del 1782
Nel 1770 Francesco Sposa Costanza Gigliotti di Falerna da cui avrà due figli Felice Antonio (1780) e Giovanna (1792). Probabilmente al seguito dell’attività svolta in diversi centri dell’area catanzarese e crotonese dello stuccatore Pietro Joele di Fiumefreddo Bruzio, nonché del favore di diversi ordini religiosi, fra i quali i domenicani, Colelli giunge a lavorare a Badolato, dove è attivo intorno al terremoto del 1783 nella chiesa domenicana, a Mesoraca (nell’attuale provincia di Crotone) per la prestigiosa chiesa del Ritiro dei Padri Missionari, dove realizza ben quattro pale d’altare, eseguendo inoltre opere importanti per la chiesa madre di Amato e quella più lontana di Andali, nella diocesi di Belcastro. Intorno alla metà degli anni Novanta il pittore frequenta assiduamente Catanzaro città nella quale nel 1797 il figlio, Domenico Antonio, che pure seguirà le orme del padre, sposerà la nobile Mariangela Scalfaro. Nel capoluogo di Calabria Ultra realizzerà numerosi dipinti fra cui San Giuseppe col Bambino fra santi Carmelitani per la chiesa del Carmine.
Del pittore è anche la Madonna del Rosario nella chiesa di San Domenico a Maida, che, secondo quanto si ricava dallo statuto della congregazione che la commissionò, fu eseguita dopo il 1791. L’intensa attività edilizia, soprattutto di ricostruzione delle chiese, seguita al terremoto del 1783 segnerà per Francesco Colelli l’inizio di una nuova intensa attività artistica, che lo porterà ad operare in molti centri di Calabria Ultra.
Tra i cicli decorativi identificati, oltre a quelli già citati, menzioniamo il soffitto della chiesa del Carmine di Sambiase, quello della chiesa matrice di Magisano, ai quali si aggiunge oggi un nuovo modesto intervento riconosciuto nella chiesa-santuario della Madonna della Grazie a Pittarella di Pedivigliano, dove pure si trovano alcune tele. Altri dipinti sono stati identificati a Bianchi e nella vicina frazione di Murachi, mentre sue sono pure alcune tele custodite nel convento dei cappuccini di Lamezia fra cui un San Lorenzo da Brindisi. A Catanzaro nella chiesa di San Giovanni deve essere attribuito al nostro il drammatico Ecce Homo (fig. 4).
Diverse le opere datate del periodo maturo nelle quali il pittore tenta un aggiornamento in chiave neoclassica semplificando i modelli come nella Madonna delle Grazie con San Giuseppe, l’Arcangelo Gabriele e Tobia della chiesa madre di Magisano del 1813 (un piccolo dipinto vicino a quello appena citato è stato identificato nel santuario della Madonna di Porto di Gimigliano). Il pittore si spegnerà nel gennaio del 1820 a Zagarise nella casa della figlia Giovanna, residente in quel centro. Pochi mesi prima morì anche a Gimigliano il figlio Francesco Antonio, di cui purtroppo non possediamo ancora opere firmate o documentate. A Zagarise il pittore lascerà diversi dipinti fra cui una Via Crucis di cui una delle stazioni, datata 1813, è stata eseguita a devozione di Donna Giovanna Colelli.
Il pittore di Nicastro dovette tenere una florida bottega fra Nicastro e Catanzaro anche se ancora non documentata, chiaramente desumibile dal carattere di diversi pittori attivi in area lametina e catanzarese fra questi Francesco Pallone di Nicastro, Giovanni Spadea, forse originario di Gasperina ed altri artefici che le ricerche fanno lentamente emergere